# Colibri thalassinus
Il colibrì orecchieviola talassino o guanciaviola verde (Colibri thalassinus (Swainson, 1827)) è un uccellino della famiglia Trochilidae, diffuso in America centrale e meridionale.